# Bannebroek's Got Talent
Bannebroek's Got Talent is een Nederlandse televisiefilm uit 2014 van Pieter Kramer.

## Verhaal
Max en Willy zijn beste vrienden en hebben samen een goochelact. Ze doen dit jaar mee aan de talentenjacht Bannebroek's Got Talent. Het winnen hiervan is zeer belangrijk, want je kan wel eens net zo beroemd worden als oud-winnaar Ralf Mackenbach. Hun grootste concurrent is Franklin, die door zijn moeder gepusht wordt om vooral perfect te zijn. Max en Willy vinden een voormalig goochelaar die hun gaat trainen. De moeder van Franklin heeft andere methodes, namelijk een van de juryleden omkopen. Na de halve finale krijgen Max en Willy ruzie en komt Max er alleen voor te staan.

## Rolverdeling
| Acteur             | Personage       | Opmerkingen |
| ------------------ | --------------- | ----------- |
| Arjan Ederveen     | Kapper Jo       | Hoofdrol    |
| Rory Mijnen        | Max             | Hoofdrol    |
| Lars Henckens      | Willy           | Hoofdrol    |
| Imme Buesink       | Laura           |             |
| Pepijn Stoter      | Franklin        |             |
| Romijn Conen       | Vader Max       |             |
| Bianca Krijgsman   | Moeder Max      |             |
| Patrick Stoof      | Vader Franklin  |             |
| Plien van Bennekom | Moeder Franklin |             |
| Dick van den Toorn | Vader Willy     |             |
| Rogier Philipoom   | Vader Laura     |             |
| Sharon Weber       | Moeder Laura    |             |
| George van Houts   | Jurylid Bronks  |             |
| Laus Steenbeeke    | Jurylid Bongers |             |
| Ruben van der Meer | Jurylid Koenen  |             |
| Loes Schnepper     | Jurylid Slap    |             |
| Beppe Costa        | Freddy Santini  |             |
| Max van den Burg   | Radio DJ        |             |
| Ralf Mackenbach    | Ralf Mackenbach |             |
| Duke Huisman       | Tweeling        |             |
| Scott Huisman      | Tweeling        |             |
| Walter Hallmans    | Kapper Walter   |             |